# Panza (banda)
Panza es una banda de rock argentina formada en 1998 que combina influencias avant garde y punk, con un fuerte toque pop. Hasta el día de hoy han cambiado dos veces de bajista, pero se mantiene el núcleo original Bianchini - Álvarez - Contursi. Han editado tres discos de estudio, un EP y un disco de versiones.

## Historia
Panza se forma en diciembre de 1998 al reunirse Mariana Bianchini en voces, Sergio Álvarez en guitarras, Martin Delahaye en bajo y Pablo Contursi en batería. Ya en 1999 firman un contrato discográfico con Ultrapop y hacen su debut participando en un tributo a Charly García con una versión del tema "Demoliendo Hoteles", que obtiene muy buenas críticas.

### Sonrisas de Plastilina
El contrato con Ultrapop por tres discos, les permitió grabar entre marzo y abril de 2000 "Sonrisas De Plastilina" su álbum debut, en los estudios Circo Beat y El Pie, producido por el mismo Álvarez. Contiene clásicos de la banda como "Fea" y "Panza" que todavía hoy siguen formando parte de su set en concierto. Este disco tuvo muy buena acogida en el mundo del under y cosechó excelentes reseñas en revistas y medios radiales.
Durante 2000 y 2001 Panza presentó su álbum en el interior del país y en importantes escenarios de la capital. Abren los conciertos de figuras internacionales como Jon Spencer Blues Explosion y el entonces recientemente reunido Living Colour.
En 2002 graban un EP llamado "El Marajá de San Telmo" en el que incluyen dos temas nuevos, versiones en vivo y un cover de Eurythmics. En julio se va el bajista y miembro fundador de la banda Martin Delahaye y es reemplazado por Javier Gonzáles.

### Infanticidio
Durante 2003 Bianchini y Álvarez se embarcan en proyectos solistas, pero el nuevo disco de la banda no se hace esperar, en mayo sale a la venta su nuevo LP, Infanticidio. Tuvo mayor acogida que su predecesor llegándose a grabar dos videoclips para la televisión ("Popstar" y "Callate Nena") que rotaron por MTV y otros canales musicales. Las reseñas son más halagadoras aún, y la banda sale de gira durante 2003 y 2004 a países del exterior como Paraguay y Uruguay, además de a ciudades del interior de Argentina.
A fines de 2004 ocurre la tragedia de Cromagnon que golpea a todo el circuito under y que para la banda, en sus propias palabras significó "casi empezar todo de nuevo". Este año cambian de bajista por segunda vez, esta vez siendo reemplazado Gonzales por Franco Barroso, que continúa actualmente.

### Nada Es Rosa
Para grabar el siguiente álbum cambian de discográfica a Signal Music. "Nada Es Rosa" su tercer LP sale a la calle en agosto del 2005. Sigue la estela de Infanticidio y tiene la misma entusiasta acogida, aunque en una atmósfera enrarecida por la tragedia de Cromagnon. Se graban varios videos para la televisión ("Bailarina Anarquista") y la banda propone a sus fanes que armen sus propios videos para las canciones del disco. Durante el resto del año y el siguiente, Panza presenta su nuevo álbum en diversos escenarios de la movida under.
En 2007 graban un disco de versiones semiacústicas que recoge temas de todos sus discos anteriores, incluyendo además un cover de Jeff Buckley, llamado "Pequeños Fracasos v. 2.0".

## Actualidad
Se desconoce

## Discografía
- Sonrisas de Plastilina, 2000
- El Marajá de San Telmo (EP), 2002
- Infanticidio, 2003
- Nada es Rosa, 2005
- Pequeños Fracasos v. 2.0, 2007
- La madre de todos los picantes, 2010
- Panza, 2014
- Rock, 2020